# Jean-Jacques Fayet
Pour les articles homonymes, voir Fayet.
Jean-Jacques Fayet est un ecclésiastique et homme politique français né le 26 juillet 1786 à Mende dans le royaume de France et mort le 4 avril 1849 à Paris.
Il exerce la fonction d'évêque d'Orléans de 1842 à sa mort en 1849, mais également député de la Lozère de 1848 à 1849.

## Biographie
Jean-Jacques Fayet naît à Mende en 1786, issu d'une famille bourgeoise de la région, originaire des Bondons. Il est le fils d'un avocat, qui fait partie des proscrits de la Révolution française. Après des études de droit, il choisit finalement la voie canonique et est ordonné prêtre par l'évêque du diocèse de Mende. Il devient rapidement vicaire de Quézac, puis, à partir de 1814, principal du collège de Mende. C'est vers cette période qu'il fonde le grand orphelinat des Choisinets, à 5 km au sud de Langogne.
Ultraroyaliste, il bénéficie du retour des Bourbons au pouvoir et participe donc à l'œuvre des missions. Il devient ensuite vicaire-général à Rouen, et inspecteur général des études. Sous la Restauration, il est candidat à la chambre des députés, mais se désiste finalement en faveur du général Brun.
En 1832, il devient administrateur du diocèse de Rouen, puis curé de Saint-Roch en 1841. Enfin, en 1842, il devient évêque d'Orléans. Cinq ans plus tard, il est élu député de la Lozère, sur la liste des monarchistes.
En 1844, il rachète le Château des Hauts de La Chapelle-Saint-Mesmin après que Mademoiselle Raucourt, célèbre actrice de la Comédie-Française et lesbienne, eut loué la propriété quelque temps. Un ami lui demanda : « Vraiment, Monseigneur, vous allez bâtir un séminaire dans ce parc et habiter vous-même le château qui ont été souillés par la présence de la comédienne ? » - « Oh, rassurez-vous », dit l’évêque, « on a changé les draps !… ».
La même année, il décide de faire bâtir le petit séminaire de La Chapelle-Saint-Mesmin, sur le même terrain que le château, pour remplacer celui d'Orléans devenu trop petit et trop vétuste. 
Il meurt du choléra le 4 avril 1849.